# Melanichneumon lissorufus
Melanichneumon lissorufus är en stekelart som beskrevs av Heinrich 1961. Melanichneumon lissorufus ingår i släktet Melanichneumon och familjen brokparasitsteklar. Inga underarter finns listade i Catalogue of Life.